# Astad Deboo
Astad Deboo (Navsari, 13 de julio de 1947 - Bombay, 10 de diciembre de 2020) fue un bailarín y coreógrafo contemporáneo indio que empleó su formación en las formas de danza clásica india de Kathak y Kathakali para crear una forma de danza de fusión única. Fue considerado un pionero de la danza moderna en India. A lo largo de su carrera, colaboró con artistas como Pina Bausch, Alison Becker Chase y Pink Floyd, y actuó en todo el mundo.
Recibió el premio Sangeet Natak Akademi en 1996 y el Padma Shri en 2007, otorgado por el Gobierno de la India.

## Primeros años
Deboo nació el 13 de julio de 1947 en una familia parsi en Navsari, en el estado indio de Guyarat. Creció en Calcuta hasta la edad de seis años, después de lo cual su familia se mudó a Jamshedpur, donde su padre trabajaba con Tata Steel. Su madre era ama de casa y tenía dos hermanas, Kamal y Gulshan.
A la edad de seis años, comenzó a aprender la forma de danza Kathak, del difunto Indra Kumar Mohanty y del difunto Prahlad Das. Estudió en la escuela Loyola, Jamshedpur, después de lo cual se mudó a Bombay y se unió a un curso de licenciatura en comercio en Podar College de la Universidad de Mumbai.

## Carrera
Mientras estudiaba en Bombay, vio la danza contemporánea de la American Murray Louis Dance Company, que lo dejó inspirado. Poco después, el artista Uttara Asha Coorlawala, que estudiaba danza en Nueva York, visitó Bombay y lo ayudó a unirse al Centro Martha Graham de Danza Contemporánea de Nueva York. Deboo salió de Bombay en 1969, a bordo de un barco de carga que zarpó del puerto de Bombay, y luego hizo autostop a través de Europa para llegar finalmente a Nueva York en 1974.
Durante la siguiente década, asistió a la London School of Contemporary Dance, donde aprendió la técnica de danza moderna de Martha Graham y luego pasó a aprender la técnica de José Limón en Nueva York. También se formó con Pina Bausch en Wuppertal Dance Company, Alemania y con Alison Becker Chase de Pilobolus Dance Company, y viajó por Europa, América, Japón e Indonesia. A su regreso a India en 1977, estudió Kathakali, con Guru E. Krishna Panikar, en Thiruvalla, Kerala, donde finalmente actuó en el famoso Templo Guruvayur. Todas estas exploraciones llevaron a la creación de un estilo de danza único para él, una fusión de las danzas clásica indias y las técnicas de danzas occidentales.
Un punto de inflexión en su carrera llegó en 1986, cuando Pierre Cardin le encargó la coreografía de Maya Plisetskaya, la primera bailarina de la compañía de ballet del Teatro Bolshoi. A lo largo de los años, ha colaborado con varias personas, entre ellas Pink Floyd en el Ayuntamiento de Chelsea en Londres, Gundecha Brothers, Pina Bausch de la Wuppertal Dance Company en Alemania y Thang-Ta, los bailarines de artes marciales y Pung cholom de Manipur. También ha trabajado durante varios años, con Tim McCarthy en la Universidad Gallaudet para el programa de artes escénicas para sordos en Washington, y la producción "Road Signs" realizó una gira por India en 1995, con una compañía compuesta por estudiantes indios de Gallaudet y Deboo.
En enero de 2005, junto con un grupo de 12 mujeres jóvenes con discapacidad auditiva, de la Clarke School for the Deaf de Chennai y parte de la Deboos Astad Deboo Dance Foundation, actuó en la 20.ª Olimpiada Anual de Sordos, en Melbourne, Australia. También ha coreografiado la película en hindi de 2004, del pintor MF Hussain, Meenaxi: A Tale of Three Cities. En 2009, realizó su producción, 'Rompiendo fronteras' con catorce niños de la calle de la ONG Salaam Baalak Trust. Estos niños se habían entrenado con su compañía durante seis meses. En el 2019, colaboró con Hema Rajagopalan, Sikkil Gurucharan y George Brooks para realizar "INAI" con el Natya Dance Theatre de Chicago.

## Fallecimiento
Faleció el 10 de diciembre de 2020, en su casa de Bombay, a los setenta y tres años. La causa de la muerte fue un hematoma subdural complicado por una caída.

## Premios
- 1995: Premio Académico Sangeet Natak
- 2007: Premio Padma Shri[3]